# Nửa đêm ngoài phố
"Nửa đêm ngoài phố" là một ca khúc của nhạc sĩ Trúc Phương viết vào năm 1960. Ca khúc này thường được gắn liền với tiếng hát của ca sĩ Thanh Thúy.

## Xuất xứ
Theo Trúc Lê, con trai của Trúc Phương kể lại, bài hát Nửa đêm ngoài phố ông viết trong nửa đêm thức giấc, khi ông nhớ về một cuộc tình với một nữ ca sĩ. Sau này, ông còn viết tiếp thêm một loạt bài như "Buồn trong kỷ niệm", "Hai lối mộng", "Chiều cuối tuần", "Mưa nửa đêm",...

## Nội dung
Bài hát diễn tả tâm trạng buồn của một người khi người yêu không đến trong đêm vắng.
Buồn vào hồn không tên

Thức giấc nửa đêm lúc chuyện xưa vào đời

Đường phố  vắng đêm nao quen một người

Mà yêu thương trót trao nhau trọn đời...

## Phổ biến

### Phát hành
Bài hát đã được xuất bản lần đầu vào năm 1960, sau đó nhà xuất bản Diên Hồng tái bản vào năm 1961. Bản lần đầu xuất bản in hình ca sĩ Mai Ly, các tái bản về sau in hình cô Thanh Thúy và diễn viên Thẩm Thúy Hằng.

### Ca sĩ trình diễn
Bài hát được ca sĩ Thanh Thúy trình diễn lần đầu tiên vào năm 1962 và đây là phiên bản trình diễn thành công nhất của bài hát. Ca sĩ Thanh Thúy từng kể lại rằng, khi cô đi lưu diễn tại Đà Lạt, cô đều được khán giả yêu cầu hát bài Nửa đêm ngoài phố. Khi cô vừa về đến khách sạn, cô đã được chứng kiến rất nhiều khán giả hâm mộ hát và huýt sáo bài "Nửa đêm ngoài phố".
Một thời gian sau, bài hát đã được ca sĩ Thanh Thúy trình bày lại trong chương trình Asia 10. Ca khúc này còn được một số ca sĩ trình diễn, như Trúc Mai (Asia 74)
Trong nước, bài hát đã được các ca sĩ Đàm Vĩnh Hưng, Lệ Quyên, Bảo Yến, Trang Mỹ Dung, ... trình diễn. 
Gần đây, Elvis Phương đã hát bài này theo phong cách rock.

### Ảnh hưởng
Trước năm 1975, một số người dân dựa theo giai điệu của bài hát mà đặt lời hài hước cho bài hát trên. Ngoài ra, tên bài hát được đặt cho một số CD.

## Nhận xét
Ca sĩ Thanh Thúy đã từng nhận xét rằng, "với thể điệu rumba quen thuộc, diễn tả tâm trạng đau buồn của một người khi người yêu không đến nữa, "Nửa đêm ngoài phố" đã ăn sâu vào lòng tất cả mọi người, từ những người lớn tuổi, cho đến lớp người trẻ lúc bấy giờ."